# Бойко Володимир Миколайович
Володи́мир Микола́йович Бо́йко (26 жовтня 1968, м. Сновськ, Чернігівська область) — публіцист, науковець, громадський діяч, директор Чернігівського центру перепідготовки та підвищення кваліфікації працівників органів державної влади, органів місцевого самоврядування, державних підприємств, установ і організацій.

## Освіта
- 1986–1987, 1989–1993 — навчання у Київському національному університеті ім. Тараса Шевченка (диплом з відзнакою), спеціальність — історик, викладач історії, історії України;
- 1993–1996 — аспірантура Інституту історії України НАН України;
- 1997 — захистив дисертацію на тему «Українські політичні партії і блоки у виборчій муніципальній кампанії 1917 року», здобув ступінь кандидата історичних наук. Додаткова освіта:
- 2006, лютий — реалізація індивідуальної програми «Самоврядування в США: консультації для України», Інститут Кеннана Міжнародного дослідницького центру ім. Вудро Вільсона, (Вашингтон, США);
- 2010, квітень — участь у навчальній програмі «Місцеві активи для громад та економічного розвитку» (навчання зі стратегічного планування), Weitz Center післядипломного навчання (Ізраїль, Реховот).

## Професійна діяльність
- 1987–1989 — служба в Радянській Армії;
- 1993–1996 — аспірант Інституту історії України НАН України;
- 1997–1999 — консультант пресслужби інформаційно-аналітичного відділу апарату Чернігівської облдержадміністрації;
- 1999–2000 — начальник відділу політичного аналізу та прогнозування управління з питань внутрішньої політики Чернігівської облдержадміністрації;
- 2000 — дотепер — директор Чернігівського центру перепідготовки та підвищення кваліфікації працівників органів державної влади, органів місцевого самоврядування, державних підприємств, установ і організацій.
- 1998–2001 — працював старшим викладачем, згодом доцентом кафедри археології та історії України Чернігівського державного педагогічного університету імені Т. Г. Шевченка;
- 2005–2008 — доцент кафедри гуманітарних наук Чернігівського державного технологічного університету (як сумісник);
- 2016, листопад — 2017, жовтень — експерт FRDL в проекті «Децентралізація пропонує кращі результати та ефективність» (DOBRE);
- 2017, липень — 2019, листопад — радник із питань регіонального розвиту Чернігівського відокремленого підрозділу Центру розвитку місцевого самоврядування програми U-LEAD з Європою;

- 2020, лютий — червень — залучений радник із питань регіонального розвиту Чернігівського регіонального офісу програми U-LEAD з Європою.

Упродовж професійної діяльності брав участь у понад тридцяти проєктах із питань розвитку місцевого самоврядування та публічного управління, європейської та євроатлантичної інтеграції, зокрема — Угоди про асоціацію між Україною та ЄС, навчання персоналу.
Один із авторів діючого статуту міста Чернігова.
Співрозробник стратегій розвитку низки об'єднаних територіальних громад: Апостолівська — Дніпропетровська область, Сновська, Менська, Михайло-Коцюбинська, Коропська, Любецька, Батуринська, Козелецька, Сосницька, Варвинська, Ніжинська, Олишівська, Тупичівська, Холминська, Новобасанська, Носівська, Вертіївська, Линовицька, Кіптівська — Чернігівська область (всього — 19).

## Громадська діяльність
Один із засновників громадської організації «Сіверський інститут регіональних досліджень» (2001).
Позаштатний кореспондент газети «День» (2008).
2008—2011, член колегії Головного управління державної служби України, 2015—2020 — колегії Національного агентства України з питань державної служби.
Лауреат премії імені Джеймса Мейса (2013).

## Наукова діяльність та публіцистика
Сфера наукових інтересів — діяльність місцевого самоврядування України доби Української революції 1917—1921 рр., сучасне місцеве самоврядування.
3 монографії (в співавторстві); 2 навчальні видання; 35 статей з історії; 44 — з публічного адміністрування, місцевого самоврядування, професійного навчання; 167 газетних публікацій; 11 — енциклопедичних статей. Всього — 262 матеріали (детальніше в збірнику: «Володимир Миколайович Бойко: (Бібліогр. покажч.) / скл. : Н. В. Романчук; передм. Т. П. Демченко; відп. за вип. П. В. Грищенко. — Чернігів, 2010. — 43 с.»).
Один із упорядників збірок документів:
- Український національно-визвольний рух. Березень — листопад 1917 року: Док. і матеріали / Упоряд.: В.Верстюк (керівник) та ін. — К.: видавництво ім. Олени Теліги, 2003. — 1024 с.
- Директорія, Рада Народних Міністрів Української Народної Республіки. Листопад 1918 — листопад 1920 рр.: Док. і матеріали у 2-х томах, 3-х частинах. — Том 1 / Упоряд.: В.Верстюк (керівник) та ін. — К.: видаництво ім. Олени Теліги, 2006. — 688 с.; Том 2 / Упоряд.: В. Верстюк (керівник) та ін. — К.: видаництво ім. Олени Теліги, 2006. — 744 с.
- Єфремов Сергій. Публіцистика революційної доби (1917—1920 рр.). У двох томах. Том 1. 9 березня 1917 р. — 28 квітня 1918 р. / Упоряд.: В.Верстюк (керівник), Г.Басара-Тиліщак, В.Бойко, В.Скальський. — К.: Дух і Літера, 2013. — 648 с. — (сер. «Бібліотека спротиву, бібліотека надії»); Том 2. 9 травня 1918 р. — 30 травня 1920 р. / Упоряд.: В.Верстюк (керіник), Г.Басара-Тиліщак, В.Бойко, В.Скальський. — К.: Дух і Літера, 2013. — 544 с. — (сер. «Бібліотека спротиву, бібліотека надії»).
- Роман Бжеський: Прелюдія поступу (вістниківський доробок 1924—1934 років) / Упорядники: Володимир Бойко, Тамара Демченко. — К.: Темпора, 2016. — 472 с.

Крім того:
- один із авторів сценарію та ведучий 4-серійного документального телефільму «Європейські традиції міського самоврядування в Україні: магістрат — дума — рада» (2011 р.) ;

- автор сценарій та режисер 8-серійного документального телефільму «Українські голови в Баварії [Архівовано 3 березня 2022 у Wayback Machine.]» (2016 р.)

Володіє українською, російською та англійською мовами.
Безпартійний, проживає в Чернігові.